# Estnische Davis-Cup-Mannschaft
Die estnische Davis-Cup-Mannschaft ist die Herren-Tennisnationalmannschaft Estlands.

## Geschichte
Seit 1935 nimmt Estland am Davis Cup teil, allerdings spielten estnische Spieler zwischen 1945 und 1992 für das Team der Sowjetunion. Bislang kam die Mannschaft nicht über die Europa/Afrika Gruppenzone II hinaus. Erfolgreichster Spieler ist Jürgen Zopp mit 34 Siegen, mit 37 Teilnahmen innerhalb von zwölf Jahren ist Mait Künnap der Rekordspieler Mannschaft.